# Saint-Porquier
Saint-Porquier település Franciaországban, Tarn-et-Garonne megyében. Lakosainak száma 1340 fő (2022. január 1.). Saint-Porquier Castelsarrasin, Cordes-Tolosannes, Escatalens és La Ville-Dieu-du-Temple községekkel határos.

## Népesség
A település népessége az elmúlt években az alábbi módon változott:
| Lakosok száma | 1428 | 1410 | 1429 | 1404 | 1407 | 1414 | 1384 | 1362 | 1340 |
|               | 2013 | 2015 | 2016 | 2017 | 2018 | 2019 | 2020 | 2021 | 2022 |